# En un racó del cor
En un racó del cor (títol original: Places in the Heart) és una pel·lícula estatunidenca dirigida per Robert Benton, estrenada el 1984 i doblada al català.

## Argument
Una jove mare, Edna Spalding (Sally Field) després de la mort del seu espòs – xèrif - a mans d'un borratxo negre (és la primera escena de la pel·lícula), de cop i volta s'enfronta a la necessitat de resoldre ella sola tots els problemes de la vida quotidiana. Només després de la mort del seu marit (del que, diu, no estava al corrent del seu salari i que en "disposava sempre de tot") s'assabenta que la gran propietat i la casa encara no ha estat pagada totalment. Amb el doble risc d'haver de vendre-ho tot i perdre la seva pròpia família, la senyora Spalding, amb l'ajuda decisiva d'un afroamericà, transforma el seu àrid lloc a Texas en una pròspera plantació de cotó. Altres fets significatius: l'inquilí cec, que inicialment va donar la benvinguda a la Sra. Spalding només per raons econòmiques, sobre les quals prevalen aviat, però, les humanitaries i emocionals; el violentíssim tornado que destrueix tota la zona; el conflicte racial en què finalment es veurà embolicat l'afroamericà artífex de la fortuna de la família Spalding.

## Repartiment
- Sally Field: Edna Spalding
- Lindsay Crouse: Margaret Lomax
- Ed Harris: Wayne Lomax
- Amy Madigan: Viola Kelsey
- John Malkovich: Mr. Will
- Danny Glover: Moze
- Yankton Hatten: Frank Spalding
- Gennie James: Possum Spalding
- Lane Smith: Albert Denby
- Terry O'Quinn: Buddy Kelsey

## Premis i nominacions

### Premis
- 1985. Os de Plata a la millor direcció per Robert Benton
- 1985. Oscar a la millor actriu per Sally Field
- 1985. Oscar al millor guió original per a Robert Benton
- 1985. Globus d'Or a la millor actriu dramàtica per Sally Field

### Nominacions
- 1985. Os d'Or
- 1985. Oscar a la millor pel·lícula
- 1985. Oscar al millor director per Robert Benton
- 1985. Oscar al millor actor secundari per John Malkovich
- 1985. Oscar a la millor actriu secundària per Lindsay Crouse
- 1985. Oscar al millor vestuari per Ann Roth
- 1985. Globus d'Or a la millor pel·lícula dramàtica
- 1985. Globus d'Or al millor guió per Robert Benton